# الجمعية الأمريكية لجراحة التجميل
الجمعية الأمريكية لجراحة التجميل (بالإنجليزية:American Society for Aesthetic Plastic Surgery) هي منظمة تضم ما يقرب من 2,600 جراح تجميل في جميع أنحاء العالم مكرسة للنهوض بجراحة التجميل. تأسست في عام 1967م، وتشمل مهمتها التعليم الطبي والتعليم العام ومناصرة المرضى. ترعى الجمعية المؤتمرات العلمية على مدار العام وتقدم اعتمادات للتعليم الطبي المستمر لمختلف الأنشطة التعليمية.[بحاجة لمصدر]

## روابط خارجية
- مؤسسة تعليم وبحوث الجراحة التجميلية